# Socialna izključenost
Socialna izključenost (tudi marginalizacija) je koncept, ki se uporablja v mnogih delih sveta za označevanje sodobnih oblik socialne prikrajšanosti in nazadovanju na rob družbe. Ta izraz je bil prvič uporabljen v Franciji..
Socialna izključenost pomeni nesprejemanje posameznika ali skupine ljudi s strani družbenega okolja. Temelji lahko na rasi, etničnosti, jeziku, kulturi, religiji, spolu, starosti, socialnem razredu, ekonomskem ali zdravstvenem stanju.  Socialna izključenost odvzema človeku njegove temeljne pravice in veže nase revščino, prikrajšanost in nestrpnost.
Ta pojem definirajo znotraj EU kot izključenost iz ene ali več dimenzij blaginjskega trikotnika, ki ga sestavljajo država, trg in civilna družba. Izpad iz ene dimenzije že pomeni izključenost in tveganje za ljudi, izpad iz dveh ali vseh treh pa je že kritičen za družbeno kohezijo. Socialna izključenost je koncept, ki odseva neenakost posameznikov ali skupin prebivalstva in njihove udeležbe v življenju družbe. Lahko jo povezujemo z omejenim ali onemogočenim dostopom do družbenega sistema ali dolgoročno brezposelnostjo, ki temeljijo na lastnostih skupine, kot so etnična pripadnost, spolna usmerjenost, zdravstveno stanje (npr. AIDS) ali pripadnost družbeno stigmatizirani skupini (npr. bivši zaporniki ali odvisniki). Lahko se pojavi po dalj časa trajajočem materialnem pomanjkanju, ko se ljudje počasi izključujejo iz družbenega dogajanja in postanejo socialno, kulturno in politično izolirani .

## Definicija
Socialna izključenost je večrazsežnosten proces postopne odtujitve, odcepitve skupin ali posameznikov iz družbenih odnosov in onemogočanje njihovega sodelovanja v normalnih, normativno predpisanih dejavnostih družbe, v kateri živijo.

## Izvor  termina
Koncept socialne izključenosti ima svoj izvor v Franciji v sedemdesetih letih 20. stoletja. Rene Lenoir je prvi uporabil ta termin pred četrt stoletja nazaj in je potemtakem avtor tega izraza.  Koncept socialne izključenosti je zajemal širok razpon socialnih in ekonomskih problemov. V praktičnem smislu identifikacije »izključenih« v Franciji (1/10 oseb), je Rene Lenoir govoril o naslednjih populacijah: mentalno in telesno prizadeti, osebe s samomorilnimi vedenji, invalidne osebe zaradi starosti, zlorabljeni otroci, odvisniki, prestopniki, starši samohranilci, marginalci, asocialne osebe in ostali izobčenci.  Termin je opisoval stanje določenih skupin, ki so bile na robu družbe, odrezane od rednih virov zaposlitve in varnostne mreže socialnih prihodkov države.
Hilary Silver je Lenoirjevemu spisku socialno izključenih oseb dodala še nekaj prvin, ki lahko privedejo do socialne izključenosti: vir zaslužka, stalna zaposlitev, plača, lastnina, kredit, zemlja, stanovanje, minimalna ali prevladujoča raven porabe, izobrazba, spretnost, znanje, kulturni kapital, državljanstvo, pravna enakost, demokratična udeležba, javne dobrine, narodnost, družina, družabnost, humanost, spoštovanje, razumevanje.

## Pojem in koncept socialne izključenosti znotraj Evropske unije
Pojem socialne izključenosti izhaja iz sveta politike, iz kroga evropskih institucij. Evropska komisija ga je prevzela iz francoske strokovno-politične rabe sredi sedemdesetih let v zvezi z ljudmi, ki jih ne pokriva socialno zavarovanje. Pojem se je tako razširil v politično korektne govorice evropskih institucij, kakor tudi v družbene vede, zlasti sociologijo in socialno politiko. Raziskave Eurobarometra v svojih interpretacijah zelo izdatno uporabljajo pojem socialne izključenosti. Respondenti so pojem in posebej vsebino tega pojma opredelili ne le kot objektivno stanje stvari (kot so: nizki dohodki, revščina, nezaposlenost, odvisnost od socialnih podpor ipd.) ampak bolj kot občutek pomanjkanja družbenega pripoznanja, kot občutek pomanjkanja dostojanstva, kot občutek nemoči, da bi lastno situacijo lahko sami spremenili .
Uporabo koncepta je torej spodbudila Evropska skupnost, ki vse od leta 1988 v svojih dokumentih socialno izključenost dosledno poudarja kot enega temeljnih socialnih problemov, proti katerim se morajo boriti države Evropske skupnosti. Evropska skupnost finančno podpira raziskovanje na tem področju ter razvoj različnih programov za boj proti socialni izključenosti. V dokumentih Evropske skupnosti je socialna izključenost najpogosteje razumljena kot institucionalni problem oz. kot problem pomanjkljive oz. neustrezne socialno politične regulacije (socialnih programov, ukrepov, ki so ali neustrezno zastavljeni ali neustrezno izvajani). Pomembna je tudi navezava na koncept državljanstva in na socialne pravice posameznikov kot državljanov - socialna izključenost je znak nepopolnega zagotavljanja oz. neuresničevanja pravic posameznikov državljanov.

## Revščina in socialna izključenost
Podatki o relativni revščini prikazujejo dohodkovno neenakost v družbi in povedo, koliko odstotkov ljudi živi pod določeno mejo dohodkov ali |izdatkov. Revščina je ena od pomembnih področij in kaže stopnjo neenakosti, oziroma različnost nivoja socialne varnosti, na katero posega država s svojimi regulacijskimi mehanizmi. Revščina in socialna izključenost si slej ko prej podajata roko. Socialno izključevanje se nemalokrat začne z materialnim pomanjkanjem, znotraj katerega je socialna izključenost širši koncept. Ločimo lahko štiri tipe socialne izključenosti :
- Izključenost iz delovnega življenja - brezposelnost
- Izključenost iz potrošniške družbe- klasična revščina
- Izključenost iz družbe (pomanjkanje socialnih stikov) – osamljenost
- Izključenost od mehanizmov moči in vpliva – kulturna marginalizacija

Socialno izključenost je še težje izmeriti, kot določiti stopnjo relativne revščine, saj gre za širšo dimenzijo človekove stiske. Ne gre le za oceno pojma in dimenzije "imeti", pač pa za to vključuje tudi dimenziji "pripadati" in "biti". Pomanjkanja se odražajo kot deprivacija (pomanjkanje materialnih virov), izoliranost (pomanjkanje socialnih stikov) in anomija (občutek nemoči) v vsakdanjem življenju posameznika ali družbenih skupin.
V družbi, kjer je osrednja vrednota moč, pa naj se odraža z denarjem, s položajem v družbi ali pa gre zgolj za fizično moč, so najbolj ogroženi in ranljivi tisti, ki bodisi zaradi mladosti (otroci), starosti (starejši), bolezni (bolni in invalidi), drugačnosti (marginalne skupine - alkoholiki, odvisniki, etnične skupine) ali spola (ženske) nimajo zadostnega potenciala za vstop v odprt boj ali tekmovalnost, v kateri običajno pravila igre niso določena (ali pa se spreminjajo glede na potrebe odločilnih igralcev) .

## Socialna izključenost in brezposelnost
Brezposelnost je položaj posameznika, ki nima statusa zaposlenosti, je brez dela, službe, zaposlitve .
Je družbeni pojav, ki vpliva na raven blaginje in na občutek gotovosti ali negotovosti med prebivalstvom glede možnosti za zaposlovanje in ustvarjanje dohodkov z delom .
Brezposelnost je ena najhujših stisk, v kateri se znajdejo ljudje pogosto brez svoje volje in krivde. Od družbenih pogojev, političnega sistema in ustrezne pripravljenosti države za reševanje tega problema je vse pogosteje odvisna usoda dobršnega dela za delo sposobnih ljudi. Prezgodnje upokojevanje ali brezposelnost za delo še sposobnega človeka pa ne pomeni samo izgube prepotrebnih znanj in veščin, ampak povzroča v družbi nastanek novega pojava, velike skupine ljudi, ki se izrinjeni na rob družbenega dogajanja in se počutijo ogoljufane, nesrečne, nekoristne, brezvoljne ali pa agresivne do družbe, ki jih je pahnila v takšno situacijo.  Pri tej skupini se gotovo pojavita problema socialne izključenosti in revščine.

### Socialna izključenost in brezposelnost pri mladih
V moderni družbi zaposlitev predstavlja osrednji del vsakdanjega življenja in ključni vir finančne neodvisnosti, statusa, prestiža, identitete in socialne participacije. Trg dela spreminja stabilnost zaposlovanja, ki predstavlja pomemben vir socialne integracije]]. Brezposelnost predstavlja dejavnik tveganja za marginalizacijo in socialno izključevanje mladih. Mladi, ki se soočajo z brezposelnostjo pa ne doživljajo nujno tudi politične, socialne in kulturne izključenosti. 
Vključenost mladih v nedominantne kulture (subkulture, različne etnične kulture) lahko pospešuje procese marginalizacije in socialnega izključevanja v širšem družbenem kontekstu. 
Zaradi izgube dela se posameznik lahko počuti nemočen, depriviligiran, ne pa nujno socialno izključen iz družbenega dogajanja. Zaposlitev implicira socialno integracijo, toda brezposelnost ne pomeni nujno tudi socialne izolacije.
Proces socialne izključenosti mladih je zelo kompleksen in ga ne moremo opredeljevati zgolj z izključenostjo mladih s področja dela. Medtem, ko je bil v preteklosti življenjski potek značilno opredeljen z vstopom na področje dela, pa je v sodobni družbi prišlo do bistvenih sprememb. Tranzicija iz mladostništva v odraslost je bolj kompleksen in diferenciran proces, vseeno pa je imeti delo tudi v sedanjem obdobju ključnega pomena za mlade, ki zaključijo šolanje.
Področje dela predstavlja eno izmed socialnih sfer, v kateri mladi vzpostavljajo nove socialne stike in poznanstva. Vsi mladi pa ne izgubijo pomembnih socialnih stikov zaradi negotovosti na trgu dela.
V sodobnem času mladi drugače gledajo na polno zaposlitev, saj ta zanje več ne predstavlja osrednjega zanimanja, bolj se nagibajo k delni zaposlitvi, nekateri se odločajo za nadaljevanje izobraževanja, drugi si želijo ustvariti družino in ostajati doma z otroki.
Nekateri socialne stike in vezi vzpostavljajo predvsem izven delovnega časa in prostora na področju interesnih dejavnosti: glasba, športne in računalniške dejavnosti idr..

## Evropska platforma za boj proti revščini in socialni izključenosti
Evropska platforma za boj proti revščini in socialni izključenosti je ena izmed sedmih vodilnih iniciativ programa Evropa 2020 za pametno, trajnostjo in vključujočo gospodarsko rast. Državam članicam Evropske Unije naj bi pomagala uresničiti naslovni cilj in pred revščino in socialno izključenostjo obvarovati 20 milijonov ljudi. Platforma je nastala leta 2010 in bo delovala do leta 2020.
Področja delovanja:
- Delovanje na celotnem političnem spektru - trg dela, minimalna denarna podpora, zdravstvo, izobraževanje, bivalne razmere, dostop do osnovnega bančnega računa..
- Boljša izraba finančnih sredstev EU za podporo socialnemu vključevanju. Po predlogu Evropske komisije naj bi za boj proti revščini in socialni izključenosti namenili 20 % sredstev Evropskega socialnega sklada.
- Upoštevanje trdnih dokazov o tem, katere inovacije se v socialni politiki obnesejo in katere ne, preden se jih splošno uvede.
- Sodelovanje in partnerstva s civilno družbo za učinkovitejše izvajanje reform socialne politike. Sodelovanje ljudi, ki trpijo revščino, je po splošnem mnenju nujno za uspešnost strategij socialnega vključevanja.
- Boljša koordinacija politik med državami EU, predvsem z uporabo odprte metode koordinacije za socialno zaščito in socialno vključevanje in delom Odbora za socialno zaščito [8].